# Saving Grace
Saving Grace è una serie televisiva statunitense poliziesca/drammatica trasmessa dalla TNT, la cui première è andata in onda il 23 luglio 2007, facendo registrare 6,4 milioni di spettatori (il più grande indice di ascolto nel 2007 per il debutto di una serie via cavo).
Ha come protagonisti la vincitrice dell'Academy Award 1994 Holly Hunter, qui alla sua prima serie TV, assieme a Kenny Johnson (Curtis "Lem" Lemansky di The Shield), Laura San Giacomo, Leon Rippy, Bailey Chase e Bokeem Woodbine.
La storia è ambientata ad Oklahoma City ed include numerose riprese di locali e di punti di riferimento della città (ad esempio l'Oklahoma City National Memorial o la skyline della città) sebbene molte scene siano state girate fra Vancouver e Los Angeles.
La sigla della serie è stata scritta ed interpretata dal rapper statunitense Everlast.

## Trama
La serie racconta la vita spericolata e autodistruttiva di Grace Hanadarko, detective del dipartimento di Oklahoma City, in lotta con la sua morale dopo che un angelo di nome Earl, precipitando nella sua vita, le dà un'ultima chance per cambiare. La storia si districa con eleganza tra la fede, il dolore della perdita, l'amore, la pedofilia, il disagio, la pena di morte.

## Episodi
| Stagione         | Episodi | Prima TV originale | Prima TV Italia |
| ---------------- | ------- | ------------------ | --------------- |
| Prima stagione   | 13      | 2007               | 2008            |
| Seconda stagione | 14      | 2008-2009          | 2009            |
| Terza stagione   | 19      | 2009-2010          | 2010-2011       |